# Sana
za reko v Bosni glej Sana (reka)
Sana (tudi Sanaa; arabsko صنعاء, latinizirano: Ṣan'ā', izgovarja [sˤɑnʕaːʔ], Jemensko arabsko: [sˤɑnʕɑ]) je glavno mesto Jemna in središče Pokrajine Sana. Mesto ni del Pokrajine, temveč predstavlja ločeno upravno regijo Amanat Al-Asemah. 
Sana je eno najstarejših stalno naseljenih mest na svetu. Na nadmorski višini 2300 metrov je tudi ena izmed najvišjih prestolnic na svetu. Sana ima približno 1.937.500 prebivalcev (2012) in je največje mesto v Jemnu. 
Staro mesto Sana, ki je na Unescovem seznamu svetovne dediščine, ima značilen vizualni značaj zaradi svoje edinstvene arhitekture, ki je najbolj izražena v večnadstropnih stavbah, okrašenih z geometrijskimi vzorci.  Tukaj se nahaja tudi Velika mošeja, ki je največja v mestu.

## Zgodovina

### Prazgodovina
Sana je eno izmed najstarejših naseljenih krajev na svetu. Po ljudski legendi jo je ustanovil Šem, Noetov sin.  V antiki je bil znan kot "azal", ki je bil povezan z Uzalom, sinom Qahtana, pravnukom Šema, v svetopisemskih zgodbah Geneze.  Njegovo ime verjetno izvira iz južno-arabske besede za "dobro utrjena", ime, ki odraža pomen etiopskega imena zabeleženega v sirskem jeziku kot Auzalites - mesto sega v 6. stoletje.
Arabski zgodovinar al-Hamdani (Abū Muhammad al-Hasan al-Hamdānī) je zapisal, da so Sano obzidali Sabejci pod vladarjem Sha'r Awtarjem, ki je zgradil tudi palačo Ghumdan v mestu. Zaradi svoje lokacije je Sana služila kot mestno središče za okoliška plemena v regiji in kot jedro regionalne trgovine v južni Arabiji. Mesto je bilo postavljeno na križišču dveh pomembnih trgovskih poti, ki sta povezovali starodavni Marib na vzhodu in Rdeče morje na zahodu. 
Ko je bil kralj Yousef Athar (ali Dhu Nuwas -  Yūsuf Dhū Nuwās), zadnji kralj Himyaritov, na oblasti, je bila Sana tudi glavno mesto etiopskih podkraljev.

### Obdobje islama
Od začetkov islama pa do ustanovitve neodvisnih podsistemov države, je v mnogih delih jemenskega islamskega kalifata, Sana vztrajala kot sedež vladarja. Kalifov namestnik je opravljal posle v treh makhalif: Mikhlaf Sana, Mikhlaf al-Janad in Mikhlaf Hadhramawt. Mesto Sana je imelo ves čas pomemben položaj in vse jemenske države so tekmovale za njeno obvladovanje.
Imam al-Shafi'i (767 — 820 n. št.), islamski pravnik iz 8. stoletja in ustanovitelj šole Shafi'i ali sodne prakse, je Sano večkrat obiskal. Pohvalil je mesto in zapisal La Budda min Ṣan'ā' ali "Sano je treba gledati". V 9. in 10. stoletju se je jemenski geograf al-Hamdani (893 - 945) seznanil s čistočo mesta, rekoč »najmanjše stanovanje je dobro, ima vrt in dolge greznice ločene drugo od druge, ni nesnage, brez vonja ali slabih vonjav, zaradi trdega betona in fine pašnike in čiste kraje za sprehajanje«. Kasneje, v 10. stoletju, je perzijski geograf Ibn Rustah napisal o Sani: »To je jemensko mesto - pa niso našli ... večjega mesta, bolj naseljenega ali bolj uspešnega, plemenitega porekla ali bolj dobre hrane kot je.«
Leta 1062 je Sano prevzela dinastija Sulayhid pod vodstvom Alija al-Sulayhija in soproge, priljubljene kraljice Asma. Naredil jo je za glavno mesto relativno majhnega kraljestva, ki je obsegalo tudi gorovje Haraz. Sulayhidi so bili usklajeni z Ismaili muslimani - Fatimidski kalifat v Egiptu, namesto z Abbasidskim kalifatom, ki je temeljil v Bagdadu, in mu je sledila večina Arabije. Al-Sulayhi je vladal približno 20 let, ko so ga umorili glavni lokalni tekmeci iz Zabida (Najahidi). Po njegovi smrti, je al-Sulayhijeva hči Arwa al-Sulayhi, podedovala prestol. Umaknila se je iz Sane, prenesla glavno mesto v Jiblo, od koder je vladala Jemnu od leta 1067 do 1138. Zaradi odhoda Sulayhidov, je nadzor nad Sano prevzela dinastija Hamdanidov. 
Leta 1173 je Saladin, ajubidski sultan iz Egipta, poslal svojega brata Turan-Šaha na ekspedicijo, da bi osvojil Jemen. Ajubidi so pridobili nadzor v Sani v letu 1175 in združili različne jemenske plemenske države, razen tistih iz severnih gorah, ki jih je nadzoroval imam Zaydi, v eno državo. Ajubidi so uradno versko pripadali k sunitski muslimanski religiji Abasidov. V času vladavine ajubidskega emira Tughtekin Ibn Ayyuba, je mesto doživelo pomembne izboljšave. Vključili so vrtove na zahodnem bregu Sa'ilah, znane kot Bustan al Sultan, kjer so Ajubidi zgradili eno od svojih palač. Kljub strateškemu položaju Sane, so Ajubidi izbrali za glavno mesto Ta'izz, medtem ko je bilo pristanišče Aden njihovo glavno gospodarsko mesto. 
Medtem ko so Rasulidi nadzorovali večino Jemna, in so jim sledil Tahiridi, je Sana večinoma ostala v političnem središču imamov Zaydi v letih 1323 - 1454 in zunaj oblasti uradnih dinastij Mameluki so v Jemen prispeli leta 1517.

### Obdobje Osmanov
Osmansko cesarstvo je zavladalo Jemnu leta 1538, ko je bil sultan Sulejman Veličastni. Pod vodstvom Özdemir Paša, so Turki osvojili Sano leta 1547. Z osmansko odobritvijo, so evropski kapitani iz jemenskih pristaniških mest Aden in Moka zahajali v Sano in ohranjali posebne privilegije za svojo trgovino. Leta 1602 so lokalni imami Zajdi pod vodstvom imama al-Mu'ajada utrdili svoj nadzor nad območjem in leta 1629 izrinili osmanske vojake. Čeprav so Turki zbežali šele v času vladanja Al Mu'ajada, je njegov predhodnik al-Mansur al-Kasim že močno oslabil osmansko vojsko v Sani in Jemnu. Evropski trgovci so zato izgubili prejšnje privilegije. 
Imami Zajdi so ohranili svojo vladavino nad Sano do sredine 19. stoletja, ko so Turki ponovno oživili svojo kampanjo za nadzor nad regijo. Leta 1835 so turški vojaki prispeli na jemensko obalo pod krinko egiptovskih čet Mohameda Alija. Do leta 1872 niso zasedli Sane, ko je njihova vojska pod vodstvom Ahmed Muhtar Paše vstopila v mesto. Osmansko cesarstvo je po vsej deželi izvedlo reforme imenovane Tanzimat. 
V Sani se je prvič začel urejati urbanizem, zgradili so nove ceste in ustanovili šole ter bolnišnice. Z reformami so Turki hiteli, da bi utrdili svoj nadzor nad Sano in tekmovali z Egiptom, iz katerega se je širil britanski vpliv v Aden in italijanski in francoski vpliv vzdolž obale Somalije, zlasti v mestih Džibuti in Berbera.

### Obdobje Severnega Jemna
Leta 1904, ko je bil osmanski vpliv v Jemnu v zatonu, je imam Yahya iz skupine imamov Zaydi prevzel oblast v Sani. V želji, da zagotovi neodvisnost Severnega Jemna je Yahya začel politiko izolacije, izogibal se je mednarodnega in arabskega sveta politike, preganjal  zametke liberalnih gibanj, ki niso prispevali k razvoju infrastrukture v Sani in drugod ter zapiral osmanske dekliške šole. Posledica ukrepov imama Yahya je bila, da je Sana postala središče anti-vladne organizacije in intelektualnega revolta. 
Leta 1930 je več organizacij, ki so nasprotovale reformam Zaydijev, povzdignilo glas v mestu, še posebej Fatat al-Fulayhi in Hait al-Nidal, skupina raznih jemenskih muslimanskih učenjakov s sedežem v medresi Fulayhi. Leta 1936 so bili voditelji teh gibanj večinoma zaprti. Leta 1941 je druga skupina, ki je imela sedež v mestu, Shabab al-Amr bil-Maruf wal-Nahian al-Munkar, pozvala k nahda (renesansa) v državi, kot tudi k vzpostavitvi parlamenta z islamskim osnovami. Yahya je večinoma zatrl te pobude, večino voditeljev je usmrtil njegov sin. Dedič imam Ahmad je prišel na oblast leta 1948. Tega leta je Sano kot glavno mesto nadomestil Ta'izz. Večina vladnih uradov se je preselila. Nekaj let kasneje je večina judovskega mestnega prebivalstva emigrirala v Izrael.
Ahmad je začel proces postopne gospodarske in politične liberalizacije. Leta 1961 je bila Sana priča velikih demonstracij in nemirov, ki so zahtevali hitrejše reforme in spremembe. Pro-republikanski uradniki v severno jemenski vojski so simpatizirali z vlado Gamal Abdel Naserja in pan-arabsko politiko Egipta ter izvedli državni udar in septembra 1962 strmoglavili vlado, teden dni po Ahmadovi smrti. Vloga Sane kot glavnega mesta je bila obnovljena pozneje. Sosednja Savdska Arabija je nasprotovala takemu razvoju dogodkov in dejavno podpirala podeželska plemena Severnega Jemna, ter tako ščuvala velik del države pred mestnimi in večinoma pro-republikanskimi prebivalci Sane. Državljanska vojna Severnega Jemna je povzročila uničenje nekaterih delov starega mestnega središča in se je nadaljevala do leta 1968, ko je bil dosežen dogovor med republikanci in rojalisti o predsedniškem sistemu. Nestabilnost v Sani se je nadaljevala z udari in političnimi umori, dokler se razmere v državi, v poznih 1970 niso stabilizirale. 
Britanski pisatelj Jonathan Raban je obiskal mesto leta 1970 in ga opisal mesto-trdnjavi podobno, arhitektura in postavitev, ki spominja na labirint, nadalje ugotavlja »Bilo je kot, da bi stopil ven v sredi velike pop-up slikanice. Stran od ulice se je celotno mesto spremenilo v labirint druge vrste, zmešnjave znakov in simbolov.«

### Sodobni čas
Po združitvi obeh Jemnov, je bila Sana imenovana za glavno nove Republike Jemen. V njej je predsedniška palača, parlament, vrhovno sodišče in vladna ministrstva. Največji vir zaposlovanja zagotavljajo vladne državne službe. Zaradi množičnega priseljevanja s podeželja, je Sana precej zrasla izven njenega starega mesta, kar predstavlja velik pritisk na nerazvito mestno infrastrukturo in komunalne storitve, predvsem vodo.
Sano je Arabska liga izbrala leta 2004 za arabsko prestolnico kulture. Leta 2008 je bila dokončana gradnja Saleh džamije, ki sprejme več kot 40.000 vernikov.

## Geografija
Mesto se nahaja na 2200 m nad morjem, na zahodnem vznožju znamenite gore Nokum, s svojimi rudniki železa, 320 kilometrov severno od Adna in 152 kilometrov vzhodno od obale Rdečega morja.
Pozidano območje mesta zajema površino skoraj 200 kvadratnih kilometrov, poraba območja hitro napreduje. Gostota prebivalstva je 20.439,3 ljudje na kvadratni kilometer.

### Upravna delitev
Na splošno je Sana razdeljena na dva dela: Staro mestno okrožje (al-Qadeemah) in Novo mesto (al-Jadid).  Prvi je mnogo manjši in ohranja starodavno mestno dediščino in trgovsko četrt, drugi pa se urbanistično širi s številnimi predmestji in sodobnimi stavbami. Novejši deli mesta so bili v veliki meri razviti po letu 1960. Seznam okrožij v mestu:
| Novo mesto - Al Wahdah - As Sabain - Assafi'yah - At Tahrir - Ath'thaorah - Az'zal - Bani Al Harith - Ma'ain - Shu'aub | Staro mesto - Staro Mesto |  |

### Podnebje
Sana ima zelo blago različico puščavskega podnebja (Köppnova podnebna klasifikacija: Bwk). V Sani pade v povprečju okoli 200 mm padavin na leto. Vendar pa so zaradi visoke nadmorske višine (2200 m) temperature precej bolj umirjene od mnogih drugih mest na Arabskem polotoku. V resnici povprečne temperature ostajajo relativno konstantne skozi vse leto, z najhladnejšim mesecem januarjem in najtoplejšim julijem. Poletja so topla in se lahko ponoči hitro ohladi, zlasti po deževju. Sana prejme polovico svoje letne količine padavin v mesecih juliju in avgustu. Visoke temperature so se v poletnih mesecih v zadnjih nekaj letih nekoliko povečale, nizke temperature in zimske temperature pa so se zelo 

## Kultura

### Staro Mesto
Staro mesto Sana (arabsko مَدِيْنَة صَنْعَاء ٱلْقَدِيْمَة, latinizirano: Madīnat Ṣanʿāʾ Al-Qadīmah) je vpisano na Unescov seznam svetovne dediščine. Staro utrjeno mesto je bilo naseljeno že več kot 2500 let in vsebuje veliko nedotaknjenih arhitekturnih znamenitosti. Najstarejša, delno stoječa arhitekturna stavba v starem mestu Sana je palača Ghumdan. Združeni narodi so mesto leta 1986 razglasili za svetovno dediščino. V teku so prizadevanja za ohranitev nekaterih najstarejših stavb, od katerih so nekatere, kot sta Samsarh in Velika mošeja, stare več kot 1400 let. Staro mesto, obdano s starodavnimi glinenimi zidovi, ki so visoki 9–14 metrov, vsebuje več kot 100 mošej, 12 hamamov (kopališč) in 6500 hiš. Številne hiše spominjajo na starodavne nebotičnike, ki segajo v višino več nadstropij in imajo na vrhu ravne strehe. Okrašeni so z dovršenimi frizami in zapleteno izrezljanimi okvirji ter vitraji.
Britanski pisatelj Jonathan Raban ga je obiskal v 1970-ih in opisal mesto kot trdnjavo, njegovo arhitekturo in razporeditvijo, ki spominjata na labirint in dodal: »Bilo je, kot da bi stopil ven sredi ogromne pop-up slikanice. Stran od ulice se je celotno mesto spremenilo v labirint druge vrste, gosto, zmešano abecedo znakov in simbolov.«
Ena izmed najbolj priljubljenih znamenitosti je Suq al-Milh (tržnica soli), kjer je mogoče kupiti sol skupaj s kruhom, začimbami, rozinami, bombažem, bakrom, lončenino, srebrnino in starinami. Jāmiʿ al-Kabīr (Velika mošeja) iz 7. stoletja je ena najstarejših mošej na svetu. Bāb al-Yaman (Vrata Jemna) so ikonizirana vstopna točka skozi mestno obzidje in so stara več kot 1000 let.
Komercialno območje starega mesta je znano kot Al Madina, kjer razvoj hitro napreduje. Poleg treh velikih hotelov so številne trgovine in restavracije. Na območju so tudi trije parki in predsedniška palača. Tu se tudi Narodni muzej Jemna.
Tradicionalno je bilo staro mesto sestavljeno iz številnih četrti (hara), na splošno v središču obdarjenega kompleksa z mošejo, kopališčem in kmetijskim vrtom (makšama). Človeški odpadki iz gospodinjstev so bili odloženi po žlebovih. Na gorskem zraku se je dokaj hitro posušil in nato uporabil kot gorivo za kopališče. Medtem so vrtove zalivali s sivo vodo iz bazena za umivanje mošeje.

#### Al Tahrir
Al-Tahrir je bil zasnovan kot novo mestno in gospodarsko središče Sane v 1960-ih. Še vedno je simbolno središče mesta, vendar je gospodarska aktivnost tukaj razmeroma nizka. V 21. stoletju se je razvoj tukaj obrnil bolj v smeri, da postane mestno in rekreacijsko središče.

### Bi'r al-Azab
Stara osmanska in judovska četrt Sane, ki je zahodno od starega mesta. Bi'r al-Azab je bila prvič omenjena v zgodovinskih virih leta 1627 (1036 po hidžri), v Ghayat al-amanni Yahya ibn al- Husayn.
Kot del osrednje Sane je bil Bi'r al-Azab eno od območij, kjer je bil v 1970-ih skoncentriran nov razvoj. Danes je to večinoma stanovanjsko in upravno okrožje, kjer so veleposlaništva, urad predsednika vlade in poslanska zbornica.

### Drugo
Območje približno med dvema glavnima krožnima cestama okoli mesta (Ring Road in Sittin) je izjemno aktivno, z visoko gostoto prebivalstva in zelo prometnimi tržnicami. Ta območja prečkajo glavne komercialne prometnice, kot sta ulica al-Zubajri in Abd al-Mughni, in so v veliki meri dostopna z javnim prevozom. Posebno pomembna okrožja na tem območju so al-Hasaba na severu, Šumajla na jugu in Hajil na zahodu. Al-Hasabah je bila prej ločena vas, kot sta jo opisala srednjeveška pisca al-Hamdani in al-Razi, vendar je do leta 1980 postala predmestje Sane.
Jugozahodno območje na obeh straneh ceste Hada je na splošno bogato območje z relativno zanesljivejšim dostopom do komunalnih storitev, kot sta voda in sanitarije. Številni prebivalci so se prvotno sem preselili iz Adena po ponovni združitvi Jemna leta 1990. Od 1990-ih se na tem območju razvijajo visoke stavbe.

## Demografija
| Year | Population               |
| ---- | ------------------------ |
| 1911 | 18,000                   |
| 1921 | 25,000                   |
| 1931 | 25,000                   |
| 1940 | 80,000                   |
| 1963 | 100,000                  |
| 1965 | 110,000                  |
| 1975 | 134,600                  |
| 1981 | 280,000                  |
| 1986 | 427,505                  |
| 1994 | 954,448                  |
| 2001 | 1,590,624                |
| 2004 | 1,748,000 (Census-Metro) |
| 2005 | 1,937,451                |
| 2012 | 2.575.347                |

Rast prebivalstva se je začela v letu 1960, kot posledica množične migracije s podeželja v mesto v iskanju zaposlitve in izboljšanja življenjskega standarda.  Sana je najhitreje rastoče glavno mesto na svetu s stopnjo rasti 7% , medtem ko je stopnja rasti naroda kot celote 3,2%. Približno 10% prebivalstva prebiva v starem mestu, medtem ko preostali živijo v zunanjih okrožjih.

### Judovsko prebivalstvo
Judje so bili prisotni v Jemnu že od 10. stoletja pred našim štetjem in so ena od najbolj zgodovinskih judovskih diaspor. Po ustanovitvi Izraela leta 1948 je približno 49.000 (od 51.000 - ocena) Judov odšlo v Izrael, skoraj 10.000 iz Sane (glej knjigo v angleškem jeziku Jews and Muslims in lower Yemen: a study in protection and restraint, 1918–1949). V Sani je obstajala judovska populacija dokler ni izbruhnil šiitski upor v Severnem Jemnu leta 2004. Huti so neposredno ogrožali judovske skupnosti v letu 2007, zaradi česar jim je vlada predsednika Saleha ponudila zatočišče v Sani. Od leta 2010 okoli 70 Judov živi v okviru vladne zaščite. 

## Gospodarstvo
V preteklosti je imela Sana rudarsko industrijo. V hribih okoli Sane kopljejo oniks, kalcedon in karneol.  Mesto je znano po svoji kovinski industriji, ki so jo Britanci v začetku 20. stoletja opisali kot "slavno", vendar priljubljenost upada. Po letu 1920 do Sano Britanci opisali tudi kot "dobro založeno s sadjem in grozdjem in ima dobro vodo". , 
Kot glavno mesto Jemna ima Sana 40% delovnih mest v javnem sektorju. Drugi primarni viri formalne zaposlenosti v mestu so trgovina in industrija. Kot veliko drugih mest v razvoju ima Sana velik obseg sive ekonomije, ki po ocenah predstavlja 32% nevladnega zaposlovanja. V primerjavi z drugimi mesti v Jemnu je v mestu večja revščina in brezposelnost. Ocenjuje se, da je 25% delovne sile v Sani brezposelne. 

## Promet
Yemenia, nacionalni letalski Jemna, ima svoj sedež v Sani. Sana International Airport je glavno domače in mednarodno letališče Jemna. Nima železniškega omrežja, vendar obstajajo načrti za izgradnjo v prihodnosti. Primarni način prevoza v mestu so dabab - kombiji, ki prevažajo okoli 10 oseb. Taksiji so zelo pogosta oblika javnega prevoza v večjih mestih, kot sta Aden in Ta'izz.

## Partnerska mesta
- Ankara (Turčija)[18]
- Dušanbe (Tadžikistan)

## Galerija
- Hiše v stari Sani. Kozorog in bik sta bili sveti živali v starem Jemnu. Jemenci postavijo rogove kozoroga ali bika na vrh hiš, da bi zaščitili pred zlimi očmi.[19]
- Hiša v Sani
- Hiša s tradicionalno Qamariah
- Kupola v stari Sani
- Nočna ulična scena v Sani, Jemen
- Ozka ulica v Sani
- Stolpne hiše v Sani
- Stolpne hiše v Sani
- Pogled iz pritličja na stolpnico